# Сім'я Робінзонів
«Сім'я Робінзонів» (англ. Stranded) — пригодницька драма за романом Йохана Девіда Вісса «Швейцарська родина Робінзонів» (англ. The Swiss Family Robinson) 1812 року.

## Сюжет
Девід Робінзон — глава великого сімейства, що звинувачений у злочинах проти корони, засуджений до каторги. Його дружина та діти вирушають разом із ним до місця відбування покарання, але корабель з усією родиною зазнає аварії. Робінзони потрапляють на безлюдний острівець, де їм доведеться навчитися виживати і пристосуватися до нового життя. Але за кілька років на острові виявляється мовчазний абориген, але в обрії з'являється корабель із піратами. Робінзонів знову оточує небезпека.

## У ролях
- Ліам Каннінгем — Девід Робінзон
- Брана Баїч — Лара Робінзон
- Роджер Аллам — Томас Блант
- Джессі Спенсер — Фріц Робінзон
- Ніл Ньюбон — Ернст Робінзон
- Ендрю Лі Поттс — Джейкоб Робінзон
- Чарлі Лукас — маленький Джейкоб
- Райдід Лардпанна — Наматіті
- Дженна Гаррісон — Емілі Монтроз
- Емма Пірсон — Сара Робінзон
- Бонні Райт — маленька Сара
- Руперт Голлідей-Еванс — Робертс
- Френсіс Маджі — Огірочок / Піклз

## Виробництво
Телефільм знімали в провінція Крабі, Таїланд.

## Рецензії
- Stranded (2002) starring Liam Cunningham, Brana Bajic, Roger Allam, Jesse Spencer, Neil Newbon, Andrew Lee Potts, Charlie Lucas directed by Charles Beeson Movie Review
- dOc DVD Review: Stranded (2001)